# Rektum
Rektum, jelito proste (łac. rectum) – tylna część przewodu pokarmowego, będąca pochodzenia ektodermalnego i zakończona odbytem. U niektórych zwierząt obejmuje całe jelito tylne (proctodaeum), a u innych stanowi jego część.
Rektum może być poprzedzone praerectum, postkolonem, kolonem, ileum lub bezpośrednio jelitem środkowym.
U sikwiaków występuje zachyłek rektalny, a u chrząszczy rectal pouch o nieznanych funkcjach. Niektóre pajęczaki posiadają pęcherz rektalny, a niektóre muchówki papillae rektalne. U obunogów rektum położone jest w urosomie.
U sześcionogów przez ścianki rektum woda wchłaniana jest do hemolimfy. U larw ważek równoskrzydłych przez rektum pompowana jest woda obmywająca skrzelotchawki. Wojsiłki, oprócz pośnieżkowatych, mają w rektum 6 brodawek rektalnych resorbujących wodę.
U kręgowców analogiczny odcinek jelita nazywany jest odbytnicą.